# Zibetkatzen

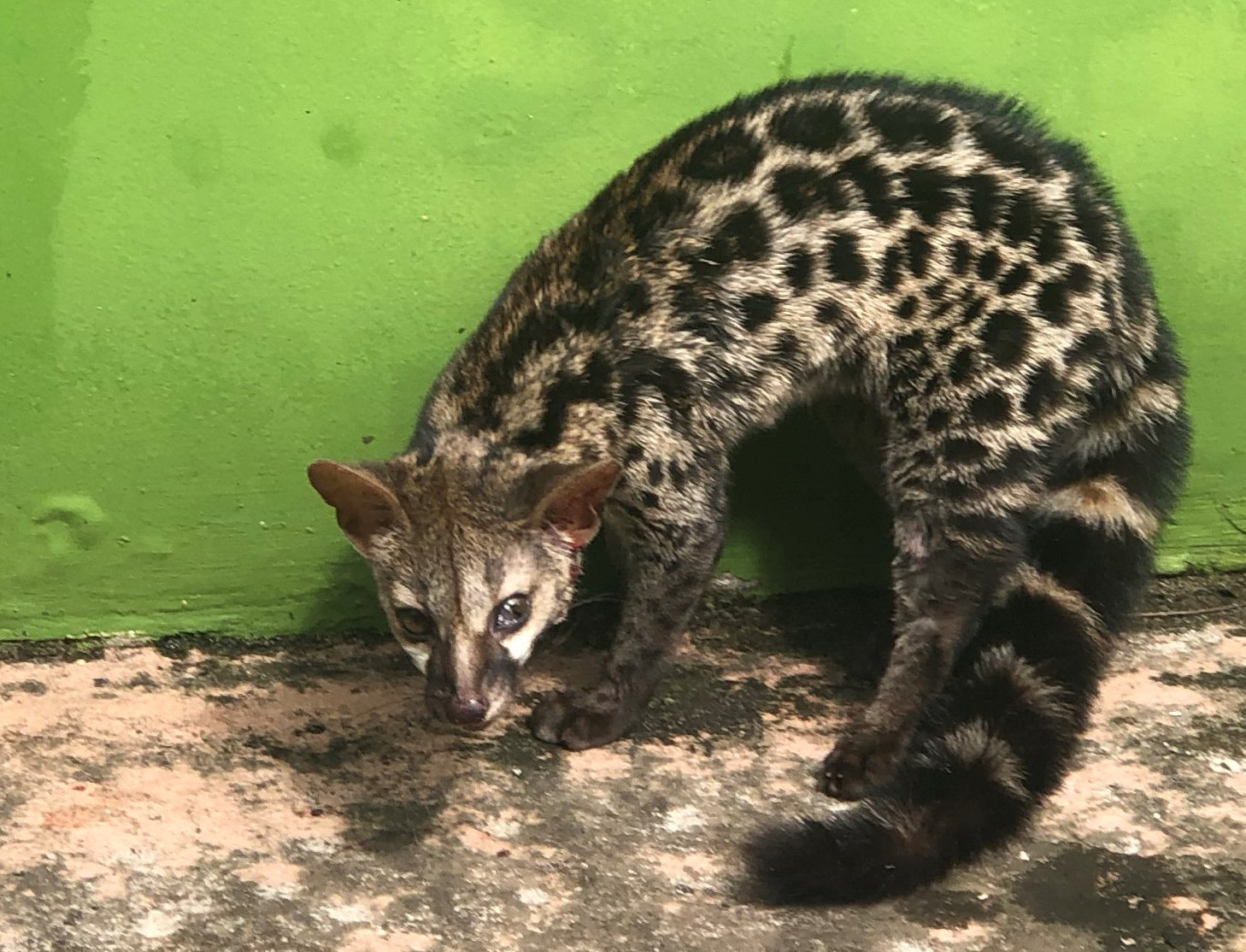
Zibetkatze in Guinea-Conakry (2021)

Die Zibetkatzen (Viverrinae) sind im weiteren Sinne eine Unterfamilie der Schleichkatzen. Es handelt sich um bodenbewohnende, recht große Schleichkatzen, die meistens auf dem grauen oder gelben Fell ein Streifen- oder Fleckenmuster tragen.
Zibetkatzen sind in weiten Teilen Afrikas (ohne Madagaskar) und Süd- und Südostasiens verbreitet.
Folgende Gattungen zählen zu den Zibetkatzen:
- Asiatische Zibetkatzen (Viverra)
- Afrikanische Zibetkatze (Civettictis civetta)
- Kleine Indische Zibetkatze (Viverricula indica)

Die früher zu den Zibetkatzen gerechneten Ginsterkatzen (Genetta) und Pojanas (Poiana) gehören heute zur Unterfamilie Genettinae.
Alle Zibetkatzen produzieren in ihren Perianaldrüsen ein moschusartiges Sekret (Zibet), das früher in der Parfümindustrie Verwendung fand.
Nach diesem italienisch zibetto und mittellateinisch zibethum (aus arabisch zabād, „Schaum“) genannten Sekret wurde die Zibetkatze (früher auch „Zibethen-Katz“) benannt.

## Irrtümer
Wiederholt ist zu hören, dass das SARS-Virus eventuell durch Zibetkatzen auf den Menschen übertragen worden sei. Es handelt sich dabei um einen von nahezu allen deutschen Medien aufgegriffenen Übersetzungsfehler; das Tier, das hier gemeint war, heißt korrekt Larvenroller.

## Belege
1. 1 2  Andrew P. Jennings und Geraldine Veron: Family Viverridae (Civets, genets and oyans). in Don E. Wilson, Russell A. Mittermeier: Handbook of the Mammals of the World – Volume 1 Carnivores. Lynx Editions, 2009, ISBN 978-84-96553-49-1, S. 175.
2. ↑  Wilhelm Hassenstein, Hermann Virl: Das Feuerwerkbuch von 1420. 600 Jahre deutsche Pulverwaffen und Büchsenmeisterei. Neudruck des Erstdruckes aus dem Jahr 1529 mit Übertragung ins Hochdeutsche und Erläuterungen von Wilhelm Hassenstein. Verlag der Deutschen Technik, München 1941, S. 112 (Zibethen, zibethum).
3. ↑  Friedrich Kluge, Alfred Götze: Etymologisches Wörterbuch der deutschen Sprache. 20. Auflage. Hrsg. von Walther Mitzka. De Gruyter, Berlin / New York 1967; Neudruck („21. unveränderte Auflage“) ebenda 1975, ISBN 3-11-005709-3, S. 881.